# 1286
| 1286               |
| ------------------ |
| Dødsfald - Fødsler |
|                    |

| Gregoriansk kalender | 1286 MCCLXXXVI          |
| Ab urbe condita      | 2039                    |
| Armensk kalender     | 735 ԹՎ ՉԼԵ              |
| Kinesiske kalender   | 3982 – 3983 乙酉 – 丙戌 |
| Etiopisk kalender    | 1278 – 1279             |
| Jødisk kalender      | 5046 – 5047             |
| Hindukalendere       |                         |
| - Vikram Samvat      | 1341 – 1342             |
| - Shaka Samvat       | 1208 – 1209             |
| - Kali Yuga          | 4387 – 4388             |
| Iransk kalender      | 664 – 665               |
| Islamisk kalender    | 685 – 686               |

Konge i Danmark: Erik Klipping 1259-1286 og Erik 6. Menved 1286-1319
Se også 1286 (tal)

## Begivenheder
- 22. november – Erik Glipping (Klipping) myrdes i Finderup Lade af ukendte gerningsmænd. Liget har 56 sår efter stikvåben.

## Dødsfald
- 19. marts – Alexander 3. af Skotland
- 22. november – Erik 5. Glipping af Danmark (myrdet, se Begivenheder)